# Fausto Moguel
Fausto Moguel Bustamante fue abogado, juez, periodista y político mexicano. Se le considera uno de los padres del periodismo mexicano moderno. Nació en Cintalapa, Chiapas, el 14 de  mayo de 1855, siendo hijo de don Manuel María Moguel Araujo y doña Manuela Bustamante. Junto con Emilio Rabasa y Emilio Pimentel, condiscípulos suyos en el Instituto de Ciencias y Artes de Oaxaca, formó parte de la generación que reunió a tres esperanzas regionales en la carrera de derecho.

## Trayectoria política
En 1884 presentó su examen profesional ante la Corte de Justicia del Estado y fue aprobado unánimemente por ese tribunal para ejercer la abogacía. En 1885 recibió su título de abogado de manos de Luis Mier y Terán, gobernador de Oaxaca, con efectos de patente para ejercer la profesión de licenciado en derecho. Perteneció a la casta de ilustres políticos chiapanecos como César Castellanos (padre de la escritora Rosario Castellanos), Rómulo Farrera, Adolfo E. Grajales, Jesús Martínez Rojas (fundador de la camarilla  “La Mano Negra”), Querido Moheno (que llegó a ser Secretario de Relaciones Exteriores) y Manuel Rovelo Argüello.
Además de haber sido varias veces  diputado al congreso local ejerció como Juez de primera instancia en  Tlacolula, Oaxaca; entidad donde también desempeñó el cargo de jefe de la Oficina Federal de  Hacienda. Fue Tesorero General de Chiapas, a donde llegó en 1891 por invitación de Emilio Rabasa, entonces gobernador constitucional de ese estado. Se le atribuye haber pertenecido, junto con José Inés Cano, Raúl Del Pino, José María González, Francisco León, Emilio y Ramón Rabasa, así como Rafael Pimentel al régimen del  "caciquismo ilustrado", derivado de la ideología liberal y positivista del caudillo oaxaqueño Porfirio Díaz, acorde con su época. Se decía que, en esa línea de pensamiento, el régimen porfirista, representado en Chiapas por los Rabasa, Moguel, León y Pimentel, se identificaba más con los inversionistas extranjeros del Soconusco que con los finqueros de regiones como la de Simojovel.
Del 1° de mayo de 1893 al 26 de  febrero de 1894, don Fausto Moguel sustituye en el cargo a Emilio Rabasa por licencia. A la renuncia de este último a principios de 1894, en medio de una muy seria crisis política en el estado, que incluyó luchar en contra del movimiento sedicioso de “La mano negra” (que decía querer acabar con la marginación política y económica de San Cristóbal de las Casas y de Los Altos), don Fausto Moguel asumió como interino la gubernatura de Chiapas, del 27 de febrero de 1894 al 30 de  noviembre de 1895; veintidós difíciles meses durante los cuales continuó aplicando el programa de Rabasa (según informó al entonces  presidente de México, Porfirio Díaz); en los que persistieron las rebeliones indígenas en los Altos de Chiapas y resurgió el  problema limítrofe de la región de Ocosingo-Selva Lacandona con Guatemala, derivado de la firma del tratado de 1882 en el que se reconoció que los territorios de Chiapas y el Soconusco pertenecían a México.
Siendo gobernador de su estado natal continuó los trabajos de la carretera Suchiapa-Tuxtla Gutiérrez, iniciada dos años antes de su gestión, logrando vencer algunos obstáculos al parecer infranqueables en aquella época, y el 2 de  abril de 1894 la inauguró. En su informe rendido al Congreso estatal en el año de 1894, el señor don Fausto Moguel, Gobernador del Estado, decía que, aunque con pena, "había tenido necesidad de destituir algunos maestros porque no sabían leer ni escribir". En diciembre de ese mismo año, el presidente Díaz es informado, por el gobernador Moguel, de las continuas invasiones  chapinas al territorio chiapaneco, daños a las propiedades y cultivos y los robos de ganado que ahí cometían, por lo que don Porfirio dispuso de inmediato suspender las relaciones con Guatemala retirando a su ministro y ordenó el traslado hacia Tapachula del 12° Batallón del  ejército mexicano, para hacer frente a las movilizaciones de tropas guatemaltecas al sur de la frontera mexicana.
En enero de 1895, don Fausto Moguel envió a don Porfirio una carta en la que denunció que algunos finqueros locales (afiliados, todos ellos, a “La mano negra”) intentaban adquirir tierras a costa de “las clases más pobres” y expuso las dificultades que provocaban a su gobierno. Don Fausto Moguel también estableció en la capital de la República una oficina encargada de promocionar Chiapas para que los hombres de negocios extranjeros invirtieran en el estado. Al igual que su predecesor, construyó caminos, tendió redes de telégrafo y teléfono, privatizó las tierras comunales, edificó escuelas y hospitales (y los dotó de personal), e intentó reformar (sin éxito) las abusivas prácticas laborales y, principalmente, la servidumbre por deudas. En suma, extendió geográficamente su control administrativo y disminuyó el poder de los caciques locales.

## Trayectoria periodística
Al concluir su labor como gobernador de Chiapas se mudó casi de inmediato a la  Ciudad de México a invitación del empresario oaxaqueño Rafael Reyes Spíndola, quien le ofreció, debido a sus dotes de administrador, que fuera socio suyo en la creación de una  compañía editorial y gerente de los periódicos que publicó. Antes de eso, Moguel había sido accionista en el proyecto de Reyes Spíndola de editar, en Puebla, el semanario ilustrado “El Mundo”. En  agosto de 1896, don Fausto Moguel fundó, junto con Reyes Spíndola y Mucio P. Martínez, el periódico vespertino  "El Mundo" y el semanario dominical  "El Mundo Ilustrado". También fue gerente y director (1896-1910) de ambas publicaciones.
Desde la fundación, el 12 de  septiembre de 1896, por Reyes Spíndola con la colaboración de Delfín Sánchez Ramos y Tomás Braniff, del matutino  ““El Imparcial - Diario ilustrativo de la mañana", trabajó como periodista y, también, fue gerente de ese periódico (1896-1910). En 1897, siendo gerente, tomó la iniciativa de realizar una de las primeras acciones filantrópicas de ese diario, que fue la organización de una colecta a favor de la madre de un gendarme muerto en el cumplimiento del deber. A Reyes Spíndola le sucedieron en la dirección del diario Francisco García, Carlos Díaz Dufoo, Manuel Flores, el propio Fausto Moguel (1911-1912), Vicente Castro, Gonzalo de la Parra, Salvador Díaz Mirón, Rodrigo del Llano, Manuel Puga y Acal y Félix Fulgencio Palavicini antes de que "El Imparcial" fuese obligado a cerrar en 1914. De los redactores de “El Imparcial” tanto don Fausto Moguel como Rafael Reyes Spíndola, los escritores Juan A. Mateos (autor del libro “El cerro de las campanas”, sobre  Maximiliano de Habsburgo) y Francisco Bulnes (autor de “El verdadero Juárez”, sobre Benito Juárez), el caricaturista José María Villasana y Carlos Díaz Dufoo, fueron diputados de la federación en 1897. En 1907 auxilió al periodista Fernando Ramírez de Aguilar, cuyo nombre de pluma era "Jacobo Dalevuelta", a obtener empleo en el diario "El Imparcial". Además de los citados personajes, importantísimos en el periodismo independiente de México, formaron la planilla de periodistas del citado diario otros como María Luisa Ross Landa (una de las más reconocidas mujeres intelectuales del país desde antes de iniciar la Revolución mexicana, en la que sería corresponsal de guerra, convirtiéndose en la primera mujer reportera de México), José Gómez Ugarte y José de Jesús Núñez y Domínguez (poetas y periodistas fundadores de “Revista de Revistas”), Marcos Augusto Jiménez Sotelo (quien, además de periodista, fue un importante compositor mexicano), Pedro Malabehar Peña (quien fuera director del periódico “El Ahuizote”), Luis Gonzaga Urbina, el poeta guanajuatense Rafael López (autor del célebre poema "La bestia de oro") y Miguel Necohechea.

## Trayectoria en la judicatura
En 1900 fue diputado por la República y (en abril de ese año) Presidente de la  Cámara de Diputados. En 1904 se trasladó a Oaxaca donde estableció su despacho de abogado. En 1906 fue nombrado, por el gobernador Don Emilio Pimentel, Magistrado Interino del Tribunal Superior de Justicia del Estado de Oaxaca, cargo que le fue ratificado en 1908. También desempeñó, por esa época, el cargo de Jefe de la Oficina Federal de Hacienda en la ciudad de Oaxaca.
En 1910 y 1911 se desempeñó como magistrado del Tribunal Superior de Justicia del Estado de Oaxaca, de donde regresó, en marzo de ese año, a la Ciudad de México para encargarse de la dirección de El Imparcial, poco antes de la caída de Díaz.

## Nuevamente en la política y el periodismo
En los durísimos meses que siguieron a la renuncia del oaxaqueño, le correspondió al chiapaneco abordar las informaciones relativas, presentadas con gran prestancia en ediciones extraordinarias del diario, así como los editoriales definitorios de su posición de prensa independiente ante el nuevo gobierno, primero el interino de Francisco León de la Barra y, luego, el maderista. Fue miembro del  "Partido Liberal", opositor al gobierno del presidente Francisco I. Madero. El 19 de abril de 1912, en Tuxtla Gutiérrez, esa asociación política lo nombró candidato suplente a  senador, al lado de su amigo Leopoldo Gout, candidato a senador propietario de Chiapas al  Congreso de la Unión. Al declinar su candidatura como senador suplente, el "Partido Liberal" se la ofreció a Belisario Domínguez, el 10 de  junio de 1912.
En 1912, fue elegido diputado propietario (con Virgilio Figueroa como su suplente) por el segundo distrito electoral del estado de Chiapas (Tuxtla Gutiérrez) siendo su oponente Rómulo Farrera, impuesto por el gobernador del estado, quien obstruyó sus trabajos como candidato al Congreso federal (don Fausto Moguel no figuraba en la lista que Madero había remitido a su buen amigo Flavio Guillén). A pesar de que don Fausto Moguel acreditaba legalmente tener 1,461 votos; Farrera aparecía ante la Cámara de Diputados con mayoría de votos.
Cabe señalar, al respecto, que la Comisión escrutadora de la Cámara de Diputados del Congreso General, en vez de dedicar sus esfuerzos al estudio de la legítima credencial expedida por la Junta Electoral a don Fausto Moguel y a la revisión de los expedientes que pasaron por manos de la Junta, se ocupó de computar votos de otros expedientes (los que extrañamente favorecían a Farrera, quien además se presentó sin credencial) que llegaron mucho tiempo después del marcado por la ley. El injusto dictamen de esa Comisión – desfavorable a don Fausto Moguel “para que no se desnaturalice el voto popular”- fue, por supuesto, aprobado en una forzada votación nominal por la gran mayoría de los representantes del Partido Constitucional Progresista, que sostuvo en las pasadas elecciones presidenciales la candidatura del señor Madero para presidente y del licenciado José María Pino Suárez para vicepresidente de la República. No resultó posible hacerlo en votación económica, debido a la paradójica intervención del líder de los presuntos diputados de oposición, el  masón José Castellot, júnior, electo diputado propietario por el décimo sexto distrito electoral del Estado de  Veracruz, pues –a final de cuentas- las fastidiosas cuestiones jurídicas en torno al despojo de la investidura que legalmente pertenecía a don Fausto Moguel eran menos importantes que las intrigas del poder maderista en su contra.
Esa fue una represalia en contra de Moguel por no aceptar las presiones a las que fue sujeto por parte del “’’Apóstol de la democracia mexicana’’” y de su gabinete, pues cómo don Fausto todavía seguía siendo director de "El Imparcial", el Consejo de Ministros había resuelto suprimir ese diario –porque estaba “desprestigiando” al gobierno (para que resolviera el problema agrario)- o ganarlo para el  maderismo.
Tras su “descalabro político”, a mediados de 1912, don Fausto Moguel regresó a Oaxaca, donde arrendó la hacienda “Alemán”, cerca del poblado Santa María Etla, en Magdalena Apasco, no muy lejos de la capital del estado, donde se dedicó, durante casi diez años, a las labores agrícolas, que le eran muy conocidas por tradición familiar.
En  diciembre de 1922, fue uno de los candidatos para desempeñar el cargo de magistrado en la  administración de justicia del fuero común para el Distrito Federal y los  Territorios de la República.
Fue designado Juez correccional interino octavo por la  Comisión Permanente de la XXX Legislatura del Congreso de la Unión, en su sesión de clausura del 30 de agosto de 1924, en la Ciudad de México, fecha en la que también rindió la protesta de ley y comenzó a despachar en los juzgados ubicados en Arcos de Belén.
Fue elegido juez correccional octavo, de entre un grupo de funcionarios judiciales, por la XXXI Legislatura del Congreso de la Unión, en su sesión ordinaria, en la Ciudad de México el 19 de octubre de 1925, fecha en la que también rindió la protesta de ley. Ese mismo día concedió su libertad al exjuez segundo de lo penal, licenciado J. Jesús Salcedo Ordaz, quien había sido acusado y juzgado por el delito de violación a las garantías individuales.
No obstante que al final de su vida fue mucho más conocido por su desempeño en el mundo del  periodismo que por los avatares de su carrera política o de su formación jurídica, es de señalar que murió en la indigencia en la ciudad de Oaxaca, el 30 de mayo de 1926, y que los pueblos de Chiapas y de Oaxaca, en reconocimiento a su notable calidad humana, recaudaron dinero para pagar su funeral.